# Mycalesis allynorum
Mycalesis allynorum är en fjärilsart som beskrevs av Miller 1978. Mycalesis allynorum ingår i släktet Mycalesis och familjen praktfjärilar. Inga underarter finns listade i Catalogue of Life.